# Distrito de Mont Buxton
Mont Buxton es una ciudad y un distrito administrativo de Seychelles, este último el menos extenso de la isla de Mahe. Posee muy pocos habitantes, su clima es cálido como en todo el país y no tiene salida al mar.